# Teatro Savoy
El teatro Savoy (en inglés: Savoy Theatre) es un teatro del West End ubicado en la calle Strand de la ciudad de Westminster, Londres, Inglaterra. Abrió sus puertas el 10 de octubre de 1881 y fue el primer edificio público en el mundo en ser iluminado totalmente por electricidad. Es un edificio catalogado como grado II* por el English Heritage.
Fue construido por el empresario teatral Richard D'Oyly Carte en el antiguo emplazamiento del palacio Savoy, para albergar las representaciones de la popular serie de óperas cómicas de Gilbert y Sullivan, que a partir de entonces comenzaron a ser conocidas como óperas Savoy. En 1889, el mismo empresario construyó el hotel Savoy al lado del teatro. Su hijo Rupert D'Oyly Carte reconstruyó y modernizó el teatro en 1929. En 1993 volvió a ser reconstruido después de un incendio. Durante muchos años fue sede de la compañía de ópera D'Oyly Carte Opera Company y fue administrado por la familia Carte durante más de un siglo. 
Además de famosas obras de Gilbert y Sullivan como El Mikado, el teatro albergó otros estrenos notables como la primera representación pública en Inglaterra de Salomé de Oscar Wilde en 1931, el de Blithe Spirit de Noël Coward en 1941 y el de los musicales Never Forget y Legalmente rubia. Ha presentado óperas, obras teatrales y reestrenos como en el caso de los musicales El violinista en el tejado y Carousel.

## Historia del sitio

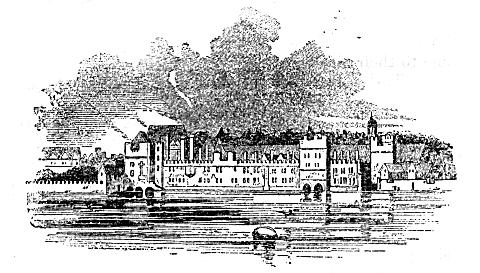
El palacio Savoy, destruido en un incendio en 1381, durante la rebelión de Wat Tyler.

El término «Savoy» es la adaptación al inglés del italiano «Savoia». La casa de Saboya (en italiano: casa de Savoia) es una familia noble del norte de Italia, fundada por Humberto I de Saboya (conde de Saboya desde 1032), que durante siglos gobernó la región de Saboya, primero como condado y luego como ducado. Pedro II de Saboya (1263 - 1268) fue tío materno de Leonor de Provenza, reina consorte de Enrique III de Inglaterra.
Enrique III designó como conde de Richmond a Pedro II de Saboya y en 1246 le otorgó las tierras entre The Strand y el río Támesis, donde en 1263 construyó el palacio Savoy. A la muerte de Pedro, Leonor de Provenza cedió el palacio a su hijo Edmundo de Lancaster. La nieta de Edmundo, Blanche, heredó la propiedad. Su esposo, Juan de Gante, construyó en el mismo lugar un magnífico palacio que fue destruido en un incendio provocado por los seguidores de Wat Tyler durante la rebelión de 1381. El rey Ricardo II aún era un niño y su tío Juan de Gante el poder detrás del trono, por lo que se convirtió en el principal objetivo de los rebeldes.
Hacia 1505, Enrique VII planeó un gran hospital para la «gente más pobre y necesitada» (en inglés moderno temprano: «pouer, nedie people») para lo cual dejó dinero e instrucciones en su testamento. El hospital fue construido en 1512 sobre las ruinas del palacio. Los dibujos de la época muestran que era un suntuoso edificio, con sala de dormitorios, salón de comidas y tres capillas. El hospital de Enrique VII permaneció durante dos siglos pero fue mal administrado. En el siglo XVI el historiador John Stow denunció que el hospital estaba siendo mal utilizado por «merodeadores, vagabundos y prostitutas» («loiterers, vagabonds and strumpets»). En 1702 el hospital fue desmantelado y sus instalaciones destinadas a otros propósitos. Parte de la construcción se convirtió en prisión militar durante el siglo XVIII. En el siglo XIX fue demolido y se erigieron nuevos edificios. En 1864 un incendio destruyó toda la construcción excepto los muros de piedra de la capilla del Savoy, que fue reconstruida y reinaugurada en 1865.

## Período de Richard D'Oyly Carte

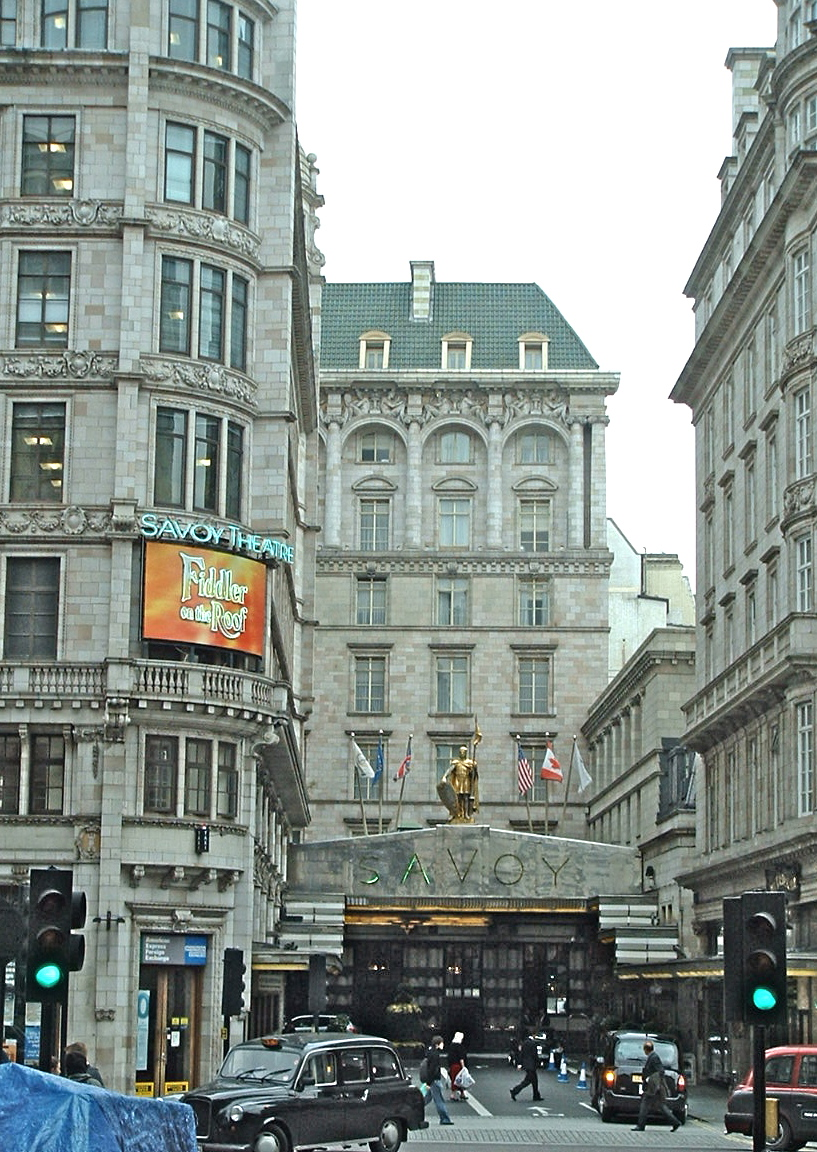
El teatro Savoy en 2007.

El sitio, entonces conocido como «Beaufort Buildings», fue comprado en plena propiedad por Carte a principios de 1880 en la suma de 11 000 libras, con el propósito de construir allí un teatro exclusivo para las óperas de Gilbert y Sullivan, de las que era el productor. Su proyecto para la construcción de un teatro ya tenía algunos años pues en 1877 había contratado al arquitecto Walter Emden, responsable de los teatros Garrick y del Duque de York. Antes de la compra, buscó asegurarse de que las autoridades abrieran una nueva calle al sur del terreno, si él abonaba la mitad del costo. Si bien pagó su parte en marzo de 1880, hubo trabas administrativas por parte del gobierno por lo que dirigió una carta a The Times quejándose de la situación. En junio pudo resolver las dificultades con la administración pero surgió otro obstáculo: Emdem revisó el presupuesto inicial y aumentó los costos de construcción de 12 000 a 18 000 libras. Carte despidió a Emden, quien lo demandó por 1790 libras por servicios impagos y por 3000 libras por despido abusivo.
El diseño del teatro fue encargado a Charles J. Phipps y los constructores fueron Patman y Fotheringham. Los planos fueron diseñados y ejecutados con rapidez y eficiencia pero la publicitada fecha de inauguración tuvo que ser pospuesta varias veces hasta que la revolucionaria instalación eléctrica fuese completada. La inauguración fue el 10 de octubre de 1881. La intención inicial de Carte fue llamarlo Teatro Beaufort, pero en una carta de ese mismo año a The Daily Telegraph anunció su decisión de llamarlo Savoy en memoria de la antigua sala teatral que existió en el sitio en tiempos del palacio.
En la noche de la inauguración el arquitecto Phipps salió a escena para saludar al público asistente junto con Gilbert, Sullivan y Carte. The Times comentó que: «Una perfecta visión del escenario puede obtenerse desde cada asiento de la sala». La decoración de Collinson y Locke fue de estilo renacentista italiano, con predominio de los colores blanco, amarillo pálido y dorado, incluyendo una cortina de satén dorado (en lugar de los acostumbrados telones impresos), palcos rojos y butacas tapizadas de azul oscuro. Los cuatro laterales del teatro contaban con salidas de emergencia y se utilizaron materiales a prueba de fuego para aumentar la seguridad. Había tres graderías con cuatro niveles: butacas y platea, balcón, círculo y un anfiteatro y galería en la parte superior. La capacidad total de asientos era de 1292 plazas: 18 palcos privados (72 asientos), 150 butacas, 250 en la platea, 160 en los balcones, 160 en el círculo, y un máximo de 500 en el anfiteatro y galería. El arco del proscenio tenía 9,1 m de altura por 9,1 m de ancho, y el escenario tenía 8,2 m de profundidad desde el proscenio hasta la pared trasera. La entrada original del teatro era a través del Thames Embankment. La parcela en la que fue construido es empinada y se estrecha desde The Strand hacia el Embankment a lo largo de la calle Beaufort. Después de que Carte construyera el hotel Savoy en 1889, la entrada se trasladó al patio del hotel, sobre The Strand, donde se encuentra desde entonces. Las crónicas de la época dijeron que el nuevo teatro estaba situado en un lugar rico no solo en historia, sino también en el sentido olfativo, puesto que se encontraba cerca de una fábrica de perfumes y de una tienda de salsa de pescado.

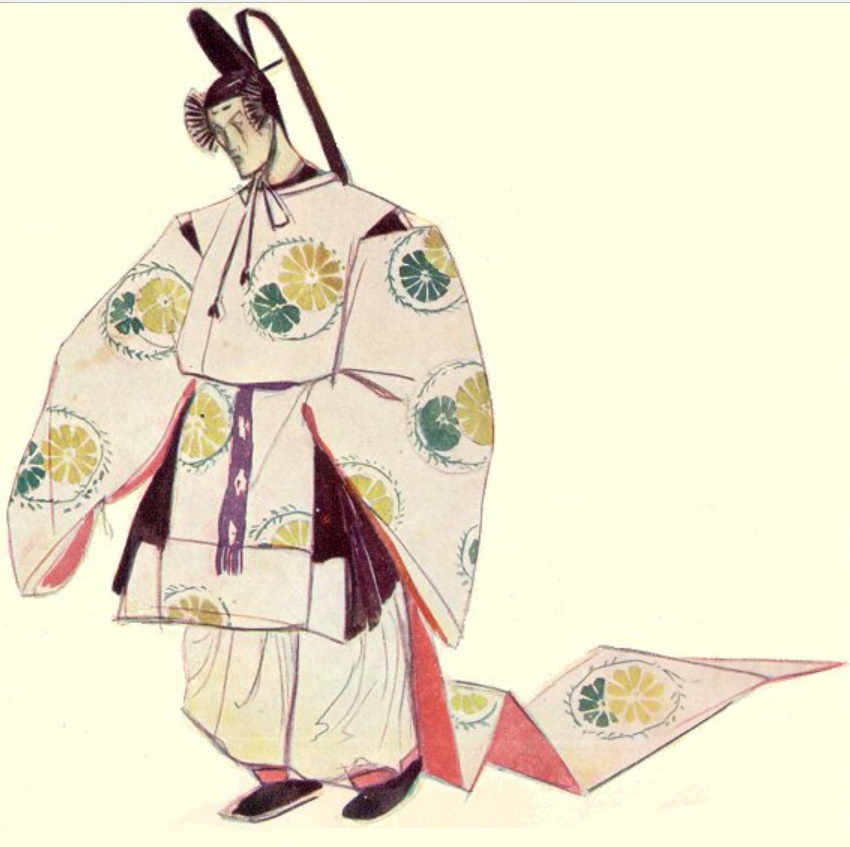
Indumentaria de 1926 para El Mikado, por Charles Ricketts.

A la fecha de su inauguración el Savoy era un teatro de vanguardia y fue el primer edificio público en el mundo en ser totalmente iluminado con luz eléctrica. Joseph Wilson Swan, inventor de la lámpara incandescente, suministró cerca de 1200 lámparas incandescentes alimentadas de energía por medio de un generador de 120 caballos de vapor proporcionado por Siemens e instalado cerca del teatro. Carte explicó su decisión de utilizar luz eléctrica: Las grandes desventajas del entretenimiento de las presentaciones teatrales son, indudablemente, el aire viciado y el calor que invade a todos los teatros. Como todos saben, cada farola de gas consume tanto oxígeno como lo haría mucha gente, y además provoca aumento de calor. Las lámparas incandescentes no consumen oxígeno ni provocan calor perceptible. El primer generador resultó ser demasiado pequeño para proveer de energía a todo el edificio y, a pesar de que toda la fachada era iluminada mediante electricidad, el escenario debió ser iluminado a gas hasta el 28 de diciembre de 1881. Durante la presentación de ese día, Carte subió al escenario y ante la audiencia rompió una lámpara incandescente para demostrar la seguridad de la nueva tecnología. The Times describió la luz eléctrica como visualmente superior a la de gas. Las luces de gases quedaron instaladas como respaldo ante imprevistos, pero rara vez tuvieron que ser usadas. The Times concluyó que el teatro estaba «...admirablemente adaptado para su propósito, sus cualidades acústicas son excelentes y todas las demandas razonables de comodidad y de buen gusto han sido satisfechas». Carte y su administrador, George Edwardes (famoso más tarde como administrador del teatro Gaiety), introdujeron otras innovaciones como asientos numerados, programas gratis, whisky de calidad en las barras, el sistema de cola para el patio de asientos y la galería (una idea estadounidense) y la política de no dar propina por el uso del guardarropa u otros servicios. Los gastos diarios del teatro eran aproximadamente la mitad de los posibles ingresos por venta de entradas.

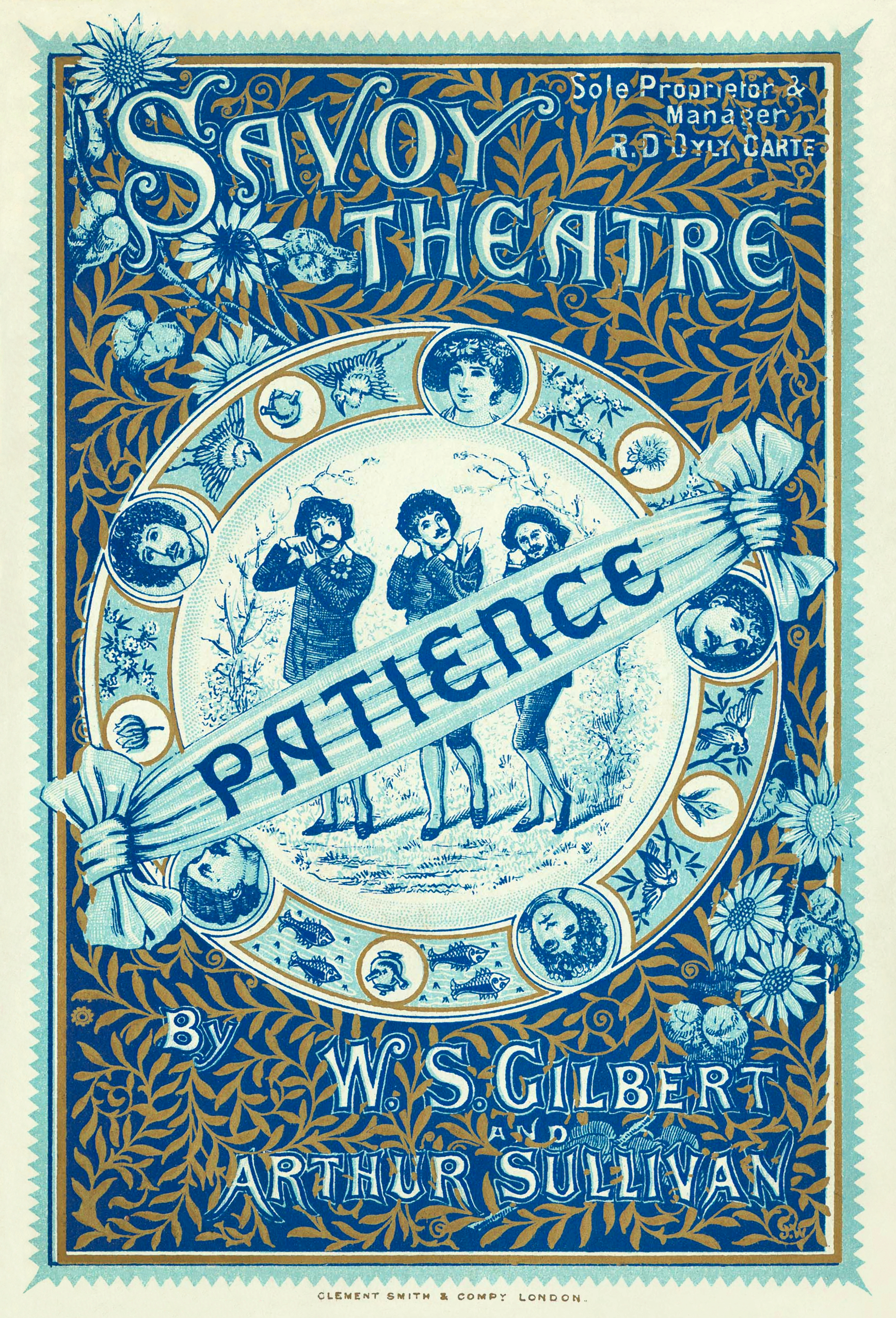
Programa de 1881 para la ópera cómica Patience, de Gilbert y Sullivan, que inauguró el teatro.

La obra que inauguró la nueva sala teatral fue la ópera cómica Patience, que había estado en cartel en el más pequeño teatro Opera Comique desde 1881. Las últimas ocho óperas cómicas de Gilbert y Sullivan fueron estrenadas en el Savoy: Iolanthe (1882), Princess Ida (1884), El Mikado (1885), Ruddigore (1887), Los alabarderos de la Casa Real (The Yeomen of the Guard) (1888) The Gondoliers (1889), Utopia, Limited (1893) y The Grand Duke (1896). La expresión ópera Savoy terminó asociada a sus trabajos en conjunto. Tras el final de la colaboración entre Gilbert y Sullivan, Carte, y más tarde su viuda Helen (y el administrador de la viuda entre 1901 y 1903, William Greet), estrenaron otras óperas cómicas en el teatro, por Arthur Sullivan y otros autores como Ivan Caryll, Sydney Grundy, Basil Hood y Edward German. Pero estas óperas Savoy fueron mucho menos exitosas que las del período de Gilbert y Sullivan.  Después de que la producción de Carte The Chieftain bajara de cartel en marzo de 1895, el teatro albergó brevemente a la Carl Rosa Opera Company y luego cerró sus puertas hasta fines de 1895, cuando Carte reanudó las representaciones teatrales. Sullivan falleció en 1900 y Richard D'Oyly Carte en 1901.
En 1903 el teatro cerró y fue reabierto bajo la dirección de John Leigh y Edward Laurillard a partir de 1904 (con el musical The Love Birds) hasta diciembre de 1906. La compañía de ópera de D'Oyly Carte regresó al Savoy para las temporadas de 1906 a 1909, año en el que C. H. Workman asumió la dirección del teatro. Entre otras obras, produjo la última ópera de Gilbert, Fallen Fairies, con música de Edward German, que solo fue representada 51 veces entre 1909 y 1910.  También produjo Two Merry Monarchs y Orpheus and Eurydice en 1910, esta última con las actuaciones de Marie Brema y Viola Tree en los papeles principales. La compañía de ópera de D'Oyly Carte no se volvió a presentar en el teatro entre 1909 y  1929, mientras realizaba giras por el interior de Gran Bretaña y temporadas en otras salas teatrales. George Augustus Richardson administró el teatro entre noviembre de 1911 y febrero de 1915.

## Período de Rupert D'Oyly Carte
En 1915, el hijo de Richard D'Oyly Carte, Rupert D'Oyly Carte, asumió la administración del teatro. Tras servir en la marina en la Primera Guerra Mundial, Carte decidió que la compañía de ópera D'Oyly Carte regresara a Londres y que lo hiciese de forma notoria. Organizó temporadas con obras de Gilbert y Sullivan revisadas y actualizadas que fueron presentadas en 1919 en el Prince's Theatre. La adaptación de La isla del tesoro por J. B. Fagan fue estrenada en diciembre de 1922 en el teatro Savoy, con Arthur Bourchier en el papel de «Long John Silver», y fue tan popular que continuó presentándose en cada Navidad hasta el inicio de la Segunda Guerra Mundial.
El 3 de junio de 1929, el teatro Savoy cerró sus puertas para que su interior fuera completamente reconstruido sobre la base de los diseños de Frank A. Tugwell y a la decoración de Basil Ionides. El cielorraso fue pintado de celeste luminoso, las paredes de dorado traslúcido sobre plateado, las hileras de butacas fueron ricamente tapizadas en diferentes colores y el telón reflejó los tonos de los asientos. Ionides dijo que el esquema de colores fue inspirado por un cantero de cinias en Hyde Park. Todo el espacio interior fue replanificado: los viejos guardarropas y la barra al fondo del teatro fueron trasladados a un costado y en lugar de 18 palcos privados quedó solo uno. El nuevo auditorio contaba con cuatro hileras de tres niveles: patio de butacas, piso principal y círculo superior. La capacidad, originalmente de 1292 plazas, había sido reducida a 986 en 1912, y este nuevo diseño restauró la capacidad original casi completamente, pasando a 1200 asientos. Las dimensiones del escenario fueron modificadas a 9 m de ancho por 9 m de profundidad, aproximadamente.

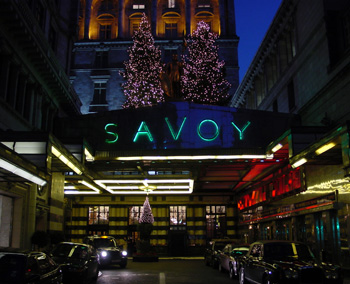
El teatro Savoy y la entrada del hotel Savoy en 2003.

El teatro reabrió sus puertas el 21 de octubre de 1929 con The Gondoliers, una nueva producción diseñada por Charles Ricketts y dirigida por Malcolm Sargent. En el único palco se sentó Lady Gilbert, viuda del guionista. Se programaron temporadas con obras de Gilbert y Sullivan en 1929-30, 1932-33, 1951, 1954, 1961-62, 1975, 2000, 2001, 2002 y 2003. Otras obras famosas representadas en el Savoy incluyen el estreno en 1941 de Blithe Spirit de Noël Coward (que con 1991 representaciones consecutivas marcó un récord para obras de teatro no musicales), Robert Morley en The Man Who Came to Dinner y varias comedias de William Douglas-Home con las actuaciones, entre otros, de Ralph Richardson, Peggy Ashcroft y John Mills. En 1931 se representó por primera vez en Inglaterra Salomé, obra de Oscar Wilde que hasta entonces había sido censurada.
Tras la muerte de Rupert D'Oyly Carte en 1948, su hija, Bridget D'Oyly Carte, lo sustituyó al frente de la compañía de ópera D'Oyly Carte y se convirtió en directora y más tarde presidente del grupo Hotel Savoy, que también controlaba el teatro. La administración del teatro fue asignada en 1948 a Sir Hugh Wontner, presidente del grupo Hotel Savoy. La compañía de ópera D'Oyly Carte cerró en 1982 y Dame Bridget falleció sin hijos en 1985. Wontner continuó como presidente del teatro hasta su fallecimiento en 1992.

## Incendio de 1990 y restauración

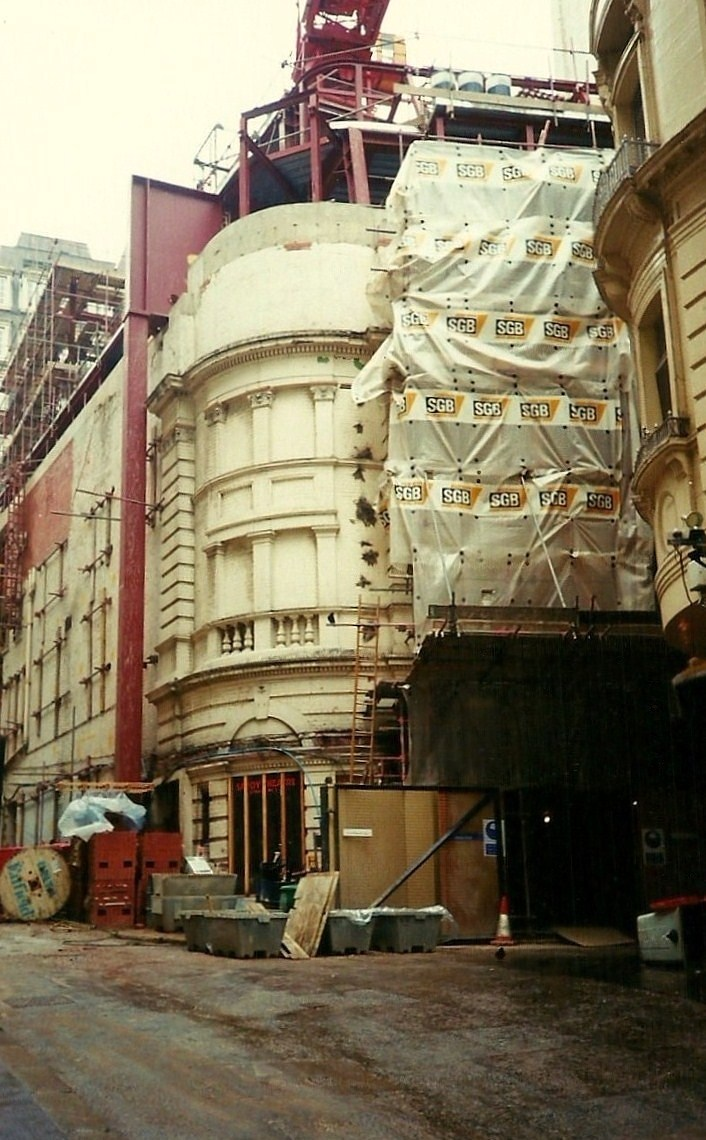
El teatro Savoy fue restaurado a principios de los años 1990.

En febrero de 1990, mientras era sometido a una renovación edilicia, el edificio tomó fuego, a excepción del escenario y del área tras bastidores. Al haberse preservado los diseños originales de Tugwell e Ionides, el teatro pudo ser restaurado con exactitud, bajo la dirección del arquitecto Sir William Whitfield, Sir Hugh Wontner y el director del teatro, Kevin Chapple. Fue reabierto al público el 19 de julio de 1993, con una capacidad de 1158 asistentes. El evento de reinauguración fue la final del Campeonato Mundial de Ajedrez en 1993, ganada por Garri Kaspárov. Durante la restauración, se añadió en el nivel superior del teatro un piso adicional que incluye un club de salud para el hotel Savoy y una piscina ubicada encima del escenario.
En 1993, se presentó la obra Relative Values, de Noël Coward, que había sido estrenada en el teatro en 1951. Siguieron Travesties, de Tom Stoppard, con la actuación de Anthony Sher, y en 1994 el musical She Loves Me, con Ruthie Henshall y John Gordon Sinclair. A continuación, Dead Funny, de Terry Johnson; Communicating Doors, de Alan Ayckbourn (transferida al Savoy en 1996), con Angela Thorne; When We Are Married, de J. B. Priestley, con Dawn French, Alison Steadman y Leo McKern; y Plunder, de Ben Travers, con Griff Rhys Jones y Kevin McNally. En 1997, The Savoy Group concedió la administración del teatro a un grupo liderado por Sir Stephen Waley-Cohen. Las producciones siguientes fueron The Importance of Being Oscar, de Oscar Wilde, con Simon Callow; Pet Shop Boys en concierto; The Magistrate de Pinero, con Ian Richardson; A Letter of Resignation, con Edward Fox; Richard III, de Shakespeare, producción de la compañía Royal Shakespeare Company, con Robert Lindsay; y en 1999 Hay Fever, de Noël Coward, con Geraldine McEwan.
En 2000, la brevemente reconstituida D'Oyly Carte Opera Company produjo H.M.S. Pinafore para su presentación en el teatro. Donald Sutherland protagonizó después Enigmatic Variations, seguida por una segunda temporada de la compañía D'Oyly Carte, presentando The Pirates of Penzance.  En 2002, una temporada de Return to the Forbidden Planet fue seguida por otras producciones de D'Oyly Carte: Iolanthe, The Yeomen of the Guard, The Mikado y la adaptación de Life x 3, de Yasmina Reza. En 2003, la compañía presentó Pinafore, seguida de Beatrice Arthur at The Savoy, Of Mice and Men, de John Steinbeck, Peter Pan y Pirates. En 2004 la compañía The Savoy Opera Company presentó Las bodas de Figaro y El barbero de Sevilla. Las siguientes producciones fueron Songs My Mother Taught Me, con Lorna Luft, y el musical de salsa Murderous Instincts. Blithe Spirit, de Noël Coward, fue reestrenada en 2004–05.
El grupo The Savoy Hotel, incluyendo el teatro, fue vendido en 2004 a Quinlan Private, quien a su vez vendió el teatro en 2005 al grupo Ambassador Theatre y al grupo Tulbart (vendiendo el hotel Savoy al príncipe Al-Waleed bin Talal). Con los nuevos propietarios las producciones incluyeron The Rat Pack: Live From Las Vegas, (presentada hasta octubre de 2006), y una nueva versión de Porgy and Bess, de George Gershwin, dirigida por Trevor Nunn y estrenada en 2006. El violinista en el tejado, con Henry Goodman en el papel de Tevye, se presentó entre mayo de 2007 y febrero de 2008 y fue seguida en su mayoría por musicales, incluyendo Carousel, entre noviembre de 2008 y julio de 2009, y Legalmente rubia, entre enero de 2010 y abril de 2012.